# The Undoing
The Undoing es una miniserie de suspenso psicológico de misterio estadounidense. Basada en la novela de 2014 You Should Have Known de Jean Hanff Korelitz, la miniserie se estrenó en HBO el 25 de octubre de 2020. La serie está protagonizada por Nicole Kidman y Hugh Grant, está escrita y producida por David E. Kelley y dirigida por Susanne Bier.
The Undoing fue el primer programa de HBO en ganar audiencia cada semana durante el transcurso de la temporada, y fue el programa estadounidense más grande que se lanzó en Sky en el Reino Unido, batiendo el récord que anteriormente tenía Game of Thrones. Fue el programa más visto en HBO en 2020. La serie recibió críticas generalmente positivas, y los críticos elogiaron las actuaciones (particularmente Kidman y Grant), la cinematografía y el diseño de producción, mientras criticaban la escritura, el ritmo y la caracterización. El cartel de portada fue inspirado por el videojuego Death Stranding.

## Sinopsis
Grace (Nicole Kidman) y Jonathan Fraser (Hugh Grant) forman un matrimonio ideal cuya vida da un giro de 180 grados cuando la madre de un niño del colegio de su hijo (Matilda De Angelis) aparece brutalmente asesinada la misma noche que él desaparece...

## Reparto y personajes
- Nicole Kidman como Grace Fraser[5]
- Hugh Grant como Jonathan Fraser
- Édgar Ramírez como el detective Joe Mendoza
- Noah Jupe como Henry Fraser
- Lily Rabe como Sylvia Steineitz
- Matilda De Angelis como Elena Alves
- Ismael Cruz Córdova como Fernando Alves
- Edan Alexander como Miguel Alves
- Annaleigh Ashford como la Joven Alexis
- Fala Chen como Jolenne McCall
- Tarik Davis como Michael Hoffman
- Michael Devine como Detective Paul O’Rourke
- Maria Dizzia como Diane Porter.[6]
- Vedette Lim como Amanda Emory
- Janel Moloney como Sally Morrison
- Matt McGrath como Joseph Hoffman
- Jeremy Shamos como Robert Connaver
- Tracee Chimo Pallero como Rebecca Harkness
- Jason Kravits como el Doctor Stuart Rosenfeld
- Donald Sutherland como Franklin Reinhard
- Noma Dumezweni como Haley Fitzgerald
- Sofie Gråbøl como Catherine Stamper[7]
- Douglas Hodge como Robert Adelman
- Adriane Lenox como la jueza Layla Scott

## Episodios
| N.º | Título             | Dirigido por | Escrito por     | Fecha de emisión original | Audiencia (millones) |
| --- | ------------------ | ------------ | --------------- | ------------------------- | -------------------- |
| 1 | «The Undoing»      | Susanne Bier | David E. Kelley | 25 de octubre de 2020     | 0.676                |
| Grace Fraser es una psicoterapeuta exitosa que vive en Manhattan con su esposo Jonathan, un oncólogo, y su pequeño hijo Henry, que asiste a la élite Reardon School. Grace ayuda a algunos de los otros padres de Reardon a planear un evento de subasta, donde conoce a una enigmática mujer llamada Elena. Grace continúa encontrándose con Elena durante los siguientes días: una vez en el baño de un gimnasio, donde Elena completamente desnuda se acerca a ella y comenta sobre su "amabilidad", y más tarde en la subasta, donde Grace encuentra a Elena llorando en el baño y la consuela. Al salir del evento, Elena besa a Grace en los labios en el ascensor. Al día siguiente, el cuerpo de Elena es descubierto en su estudio por su hijo pequeño, también estudiante de Reardon. La policía dictamina que el caso es un asesinato e interroga a Grace y sus amigos; el esposo de Elena es considerado un posible sospechoso. Grace intenta comunicarse con Jonathan, quien supuestamente está en una conferencia de oncología en Cleveland, pero descubre que ha dejado su teléfono inteligente en su apartamento. Incapaz de rastrear el paradero de su esposo, Grace se vuelve paranoica y experimenta visiones de la escena del asesinato de Elena. |                    |              |                 |                           |                      |
| 2 | «The Missing»      | Susanne Bier | David E. Kelley | 1 de noviembre de 2020    | 0.799                |
| Grace se preocupa cada vez más por su marido e intenta localizarlo. Una visita y un interrogatorio del detective Joe Mendoza revelan que Jonathan ya no trabaja en el hospital. Su despido se debe a acusaciones de contacto inapropiado con Elena. Se determina que el esposo de Elena, Fernando, tiene una coartada, lo que convierte a Jonathan en el principal sospechoso. A su regreso a casa, Grace encuentra a la policía realizando una búsqueda e incautación y se le informa que tienen la intención de realizar una prueba de paternidad a la hija pequeña de Elena. Para evitar la atención de los medios, Grace lleva a Henry a su casa en la playa. Allí, Jonathan sorprende a Grace y admite su infidelidad, pero insiste en que nunca asesinó a Elena. Mientras Jonathan abraza a Henry, Grace llama a la policía. |                    |              |                 |                           |                      |
| 3 | «Do No Harm»       | Susanne Bier | David E. Kelley | 8 de noviembre de 2020    | 0.899                |
| La policía llega en helicóptero y arresta a Jonathan. Los detectives revelan que Jonathan es el padre de la hija de Elena. Hay una breve audiencia judicial y va a la cárcel. Fernando se enfrenta a Grace. Grace luego informa a la policía y dice que se sintió amenazada. La policía indica que Grace también es sospechosa y ella pregunta por qué. Luego, la policía muestra un video de una cámara externa alrededor del lugar del asesinato, la noche del asesinato. El vídeo muestra a Grace caminando de noche. |                    |              |                 |                           |                      |
| 4 | «See No Evil»      | Susanne Bier | David E. Kelley | 15 de noviembre de 2020   | 1.12                 |
| Más imágenes de la cámara muestran a Grace caminando por el mismo vecindario varias veces la noche del asesinato, por lo que Grace ya no es sospechosa. El padre de Grace, Franklin Reinhardt, arregla a regañadientes la liberación de Jonathan y contrata a Haley Fitzgerald como su abogada defensora para el juicio. Los detectives le revelan a Grace que Elena había desarrollado una obsesión con ella a través de pinturas parcialmente desnudas. Jonathan intenta razonar con Fernando sobre el asesinato de Elena. Fernando no quiere tener nada que ver con Jonathan, pero le permite a Jonathan atender a la hija de Elena. Haley organiza una entrevista televisiva con Jonathan para ayudar a dar forma a su imagen pública para el juicio. Jonathan afirma saber quién pudo haber matado a Elena. |                    |              |                 |                           |                      |
| 5 | «Trial By Fury»    | Susanne Bier | David E. Kelley | 22 de noviembre de 2020   | 1.27                 |
| El caso judicial contra Jonathan continúa. Su abogado busca crear dudas razonables sobre la culpabilidad de Jonathan y sugiere que Fernando podría ser un sospechoso, pero que la policía descartó esta posibilidad. Cuando interroga a Fernando, le pregunta si su esposa estaba viendo a un psiquiatra, que era ella, y también si él estaba viendo a uno, lo cual él niega. Luego interroga al policía, quien admite que no consideraba a Fernando como sospechoso y miente que no había nadie más. El abogado luego muestra el vídeo de Grace. También descubrimos que Jonathan accidentalmente dejó la puerta abierta cuando tenía 14 años, permitiendo inadvertidamente que un automóvil matara a su hermana de 4 años. Grace llama a su madre Janet, quien dice que Jonathan nunca mostró remordimiento o dolor y se alejó de su familia cuando creció. Grace encuentra el arma homicida del martillo en el estuche del violín de su hijo. |                    |              |                 |                           |                      |
| 6 | «The Bloody Truth» | Susanne Bier | David E. Kelley | 29 de noviembre de 2020   | 1.81                 |
| Henry revela que encontró el martillo en la chimenea de la casa familiar en el lago y lo escondió para evitar que arrestaran a su padre. Durante el juicio, Jonathan da su testimonio, admitiendo su infidelidad, pero insistiendo en su inocencia sobre el asesinato de Elena. Haley lleva a Miguel al estrado, donde Miguel sugiere que Fernando había abusado de Elena. Grace solicita subir al estrado y después de afirmar que Jonathan es un hombre de empatía, el fiscal consigue que ella revele su conversación con su madre. Jonathan y Haley se dan cuenta de que Grace pidió subir al estrado para admitir su creencia en la culpabilidad de Jonathan. Con la condena de Jonathan casi garantizada, este le pide a Henry desayunar antes del veredicto, pero esto sôlo era una artimaña para escapar con él. Los flashbacks revelan que Jonathan en realidad asesinó a Elena después de ordenarle que se mantuviera alejada de su familia. Luego de ser perseguido por la policía y casi ser atropellado por un camión al cruzar con un semáforo en rojo, Jonathan intenta suicidarse desde un puente, pero Grace llega en helicóptero y rescata a Henry. Mientras se lo lleva, la policía arresta a Jonathan.                                            |                    |              |                 |                           |                      |

## Producción

### Desarrollo
El 12 de marzo de 2018, se anunció que HBO le había dado a la producción un pedido de serie. La miniserie fue escrita por David E. Kelley, quien también se desempeña como productor ejecutivo junto a Nicole Kidman, Per Saari y Bruna Papandrea. Las compañías productoras involucradas en la serie incluyen Blossom Films, Made Up Stories y David E. Kelley Productions. El 7 de noviembre de 2018, se informó que Susanne Bier dirigiría cada episodio de la serie y actuaría como productora ejecutiva. El 8 de marzo de 2020, se anunció que la serie estaba programada para estrenarse el 10 de mayo de 2020. Sin embargo, posteriormente se retrasó hasta el 25 de octubre de 2020 debido a la pandemia de COVID-19.

### Casting
Junto con el anuncio inicial de la serie, se confirmó que, además de ser la productora ejecutiva de la serie, Nicole Kidman había sido elegida para el papel principal femenino de la serie. En noviembre de 2018, se anunció que Hugh Grant y Donald Sutherland habían sido elegidos para papeles protagónicos. El 28 de enero de 2019, se informó que Noah Jupe se había unido al elenco principal. En marzo se incorporaron al elenco Fala Chen, Édgar Ramírez, Lily Rabe, Ismael Cruz Córdova y Matilda De Angelis. En abril de 2019, se anunció que Noma Dumezweni se había unido al elenco. También en abril de 2019, se anunció que Michael Devine se había unido al elenco.

### Filmación
El programa se filmó en la ciudad de Nueva York y Kingston, Nueva York. La filmación prevista en Shelter Island se canceló debido a las objeciones de los residentes y, por lo tanto, las escenas de la playa y la casa de playa se filmaron en su lugar en North Fork de Long Island.

## Recepción

### Crítica
En Rotten Tomatoes, la miniserie tiene un índice de aprobación del 74% según 82 reseñas, con una calificación promedio de 7/10. El consenso de los críticos del sitio web dice: "The Undoing es un misterio bellamente filmado que se beneficia enormemente de las actuaciones de Nicole Kidman y Hugh Grant, si tan solo su historia fuera tan fuerte como su poder de estrella". En Metacritic, tiene una puntuación promedio ponderada de 64 de 100 sobre la base de 32 exámenes, lo que indica "exámenes en general favorables".
Kristen Baldwin de Entertainment Weekly le dio a la serie una calificación de 'B' y escribió: "A través de todos los errores, las decisiones tontas de los personajes, los desvíos de ensueño, The Undoing me mantuvo adivinando y, por supuesto, regodeándome con la desgracia de todos". Al revisar la miniserie de Rolling Stone, Alan Sepinwall le dio 2 de 5 estrellas y dijo: "Todo es extremadamente rutinario, como una versión ampliada de la película de presupuesto medio de los noventa que habría protagonizado a Kidman y Grant en sus respectivas alturas. de celebridad".
Al evaluar la serie en su conjunto después del final, Roxana Hadadi de Vulture comparó desfavorablemente The Undoing con la serie anterior de David E. Kelley, Big Little Lies (también protagonizada por Kidman), y afirmó: "Kelley recreó el elitismo de Big Little Lies al adaptar You Should Have Known a The Undoing, pero ni su espíritu introspectivo ni su curiosidad por la vida interior de las mujeres". Hadadi criticó particularmente la serie por su caracterización inconsistente y superficial de su protagonista, Grace Fraser, en comparación con el personaje de Kidman Big Little Lies, Celeste Wright: "Al priorizar giros increíbles en lugar del desarrollo constante del personaje, Kelley recrea a Grace como un caparazón de Celeste , convirtiéndola en el centro vacío de The Undoing. Grace usa el mismo tipo de ropa que Celeste, y tiene acceso a los mismos poderosos aliados que Celeste, y vive en el mismo tipo de mansiones que Celeste. Pero la actuación de Kidman aquí es principalmente una de ojos muy abiertos, conmocionados y desesperación inexpresiva y en blanco; su gracia rara vez, si es que alguna vez, habla sobre sí misma, sus emociones o sus decisiones". Eve Gerber de The Atlantic criticó la serie por glamorizar la violencia doméstica, y señaló que la discusión crítica sobre la serie evitó en gran medida el tema y, en cambio, se centró más en los valores de producción, el maquillaje y el vestuario de la serie.

### Ratings
| N.º | Título             | Fecha de emisión        | ÍA/CP (18–49) | Audiencia (millones) | Audiencia DVR (millones) | Audiencia total (millones) |
| --- | ------------------ | ----------------------- | ------------- | -------------------- | ------------------------ | -------------------------- |
| 1   | «The Undoing»      | 25 de octubre de 2020   | 0.08          | 0.676                | —                        | —                          |
| 2   | «The Missing»      | 1 de noviembre de 2020  | 0.07          | 0.799                | —                        | —                          |
| 3   | «Do No Harm»       | 8 de noviembre de 2020  | 0.12          | 0.899                | —                        | —                          |
| 4   | «See No Evil»      | 15 de noviembre de 2020 | 0.15          | 1.122                | 1.01                     | 2.13                       |
| 5   | «Trial by Fury»    | 22 de noviembre de 2020 | 0.14          | 1.277                | 0.99                     | 2.26                       |
| 6   | «The Bloody Truth» | 29 de noviembre de 2020 | 0.24          | 1.811                | 1.06                     | 2.87                       |

### Audiencia de la serie
La serie ganó tracción a medida que la temporada continuaba y batía récords. Para HBO, el programa hizo historia como la primera serie original de la cadena en ganar audiencia cada semana durante el transcurso de la temporada y el final fue la noche más vista en la red desde el final de la temporada 2 de Big Little Lies. Se convirtió en el programa más visto de HBO en 2020, superando a la audiencia de Big Little Lies. También se convirtió en el programa estadounidense más grande que se lanzó en Sky en el Reino Unido, batiendo el récord que anteriormente tenía Game of Thrones.

### Reconocimientos
| Año  | Premiación                                | Categoría | Nominado(s) | Resultado | Ref.   |
| ---- | ----------------------------------------- | --- | --- | --------- | ------ |
| 2021 | Premios de la Crítica Televisiva          | Mejor miniserie o tv movie                                                                                            | The Undoing | Nominada  | [ 41 ] |
| 2021 | Premios de la Crítica Televisiva          | Mejor actor en una miniserie o tv movie                                                                               | Hugh Grant | Nominado  | [ 41 ] |
| 2021 | Premios de la Crítica Televisiva          | Mejor actor de reparto en una miniserie o tv movie                                                                    | Donald Sutherland | Ganador   | [ 41 ] |
| 2021 | Sindicato de Directores de Estados Unidos | Logro destacado como director en películas para televisión y series limitadas                                         | Susanne Bier | Nominada  | [ 42 ] |
| 2021 | Premios Globo de Oro                      | Mejor serie miniserie o telefilme                                                                                     | The Undoing | Nominada  | [ 43 ] |
| 2021 | Premios Globo de Oro                      | Mejor actriz de miniserie o telefilme                                                                                 | Nicole Kidman | Nominada  | [ 43 ] |
| 2021 | Premios Globo de Oro                      | Mejor actor de miniserie o telefilme                                                                                  | Hugh Grant | Nominado  | [ 43 ] |
| 2021 | Premios Globo de Oro                      | Mejor actor de reparto de serie, miniserie o telefilme                                                                | Donald Sutherland | Nominado  | [ 43 ] |
| 2021 | Hollywood Critics Association             | Mejor serie limitada de cadena de televisión o cable, serie de antología o película para televisión de acción en vivo | The Undoing | Nominada  | [ 44 ] |
| 2021 | Hollywood Critics Association             | Mejor actor en miniserie, antología o película para televisión                                                        | Hugh Grant | Nominado  | [ 44 ] |
| 2021 | Premios Primetime Emmy                    | Mejor actor - Miniserie o telefilme                                                                                   | Hugh Grant | Nominado  | [ 45 ] |
| 2021 | Creative Arts Emmy Awards                 | Diseño de producción sobresaliente para un programa narrativo contemporáneo (una hora o más)                          | Lester Cohen, Doug Huszti y Keri Lederman                                                                             | Nominados | [ 45 ] |
| 2021 | Producers Guild of America                | Premio David L.Wolper al Mejor Productor de Televisión en Serie Limitada                                              | Susanne Bier, David E. Kelley, Per Saari, Nicole Kidman, Bruna Papandrea, Stephen Garrett, Celia D. Costas y Deb Dyer | Nominada  | [ 46 ] |
| 2021 | Premios Satellite                         | Mejor miniserie o telefilme                                                                                           | The Undoing | Nominada  | [ 47 ] |
| 2021 | Premios Satellite                         | Mejor actor en una miniserie o telefilme                                                                              | Hugh Grant | Nominado  | [ 47 ] |
| 2021 | Premios Satellite                         | Mejor actriz en una miniserie o telefilme                                                                             | Nicole Kidman | Nominada  | [ 47 ] |
| 2021 | Premios Satellite                         | Mejor actor de reparto en una serie, miniserie o telefilme                                                            | Donald Sutherland | Nominado  | [ 47 ] |
| 2021 | Premios Satellite                         | Mejor actriz de reparto en una serie, miniserie o telefilme                                                           | Noma Dumezweni | Nominada  | [ 47 ] |
| 2021 | Premios del Sindicato de Actores          | Mejor actor de televisión de serie limitada o telefilme                                                               | Hugh Grant | Nominado  | [ 48 ] |
| 2021 | Premios del Sindicato de Actores          | Mejor actriz de televisión de serie limitada o telefilme                                                              | Nicole Kidman | Nominada  | [ 48 ] |